# San Bernardinopas
De San Bernardinopas (in het Italiaans Passo San Bernardino) in de Lepontische Alpen in Zwitserland verbindt het Duitstalige Hinterrheintal met het Italiaanstalige Valle Mesolcina en werd al door de Romeinen gebruikt. De pas is vernoemd naar de heilige Bernardinus van Siena. Het huidige traject is aangelegd in het begin van de negentiende eeuw (1818-1823). In 1968 is de 6,6 kilometer lange San Bernardinotunnel die onder de pas loopt in gebruik genomen. De weg over de pashoogte is 's winters voor verkeer afgesloten, deze periode duurt meestal van eind oktober tot begin mei.

## Situering
De San Bernardinopas ligt op de hoofdkam van de Alpen en op de Europese waterscheiding, hier tussen het stroomgebied van de Rijn in het noorden en dat van de Po in het zuiden.

## Routebeschrijving

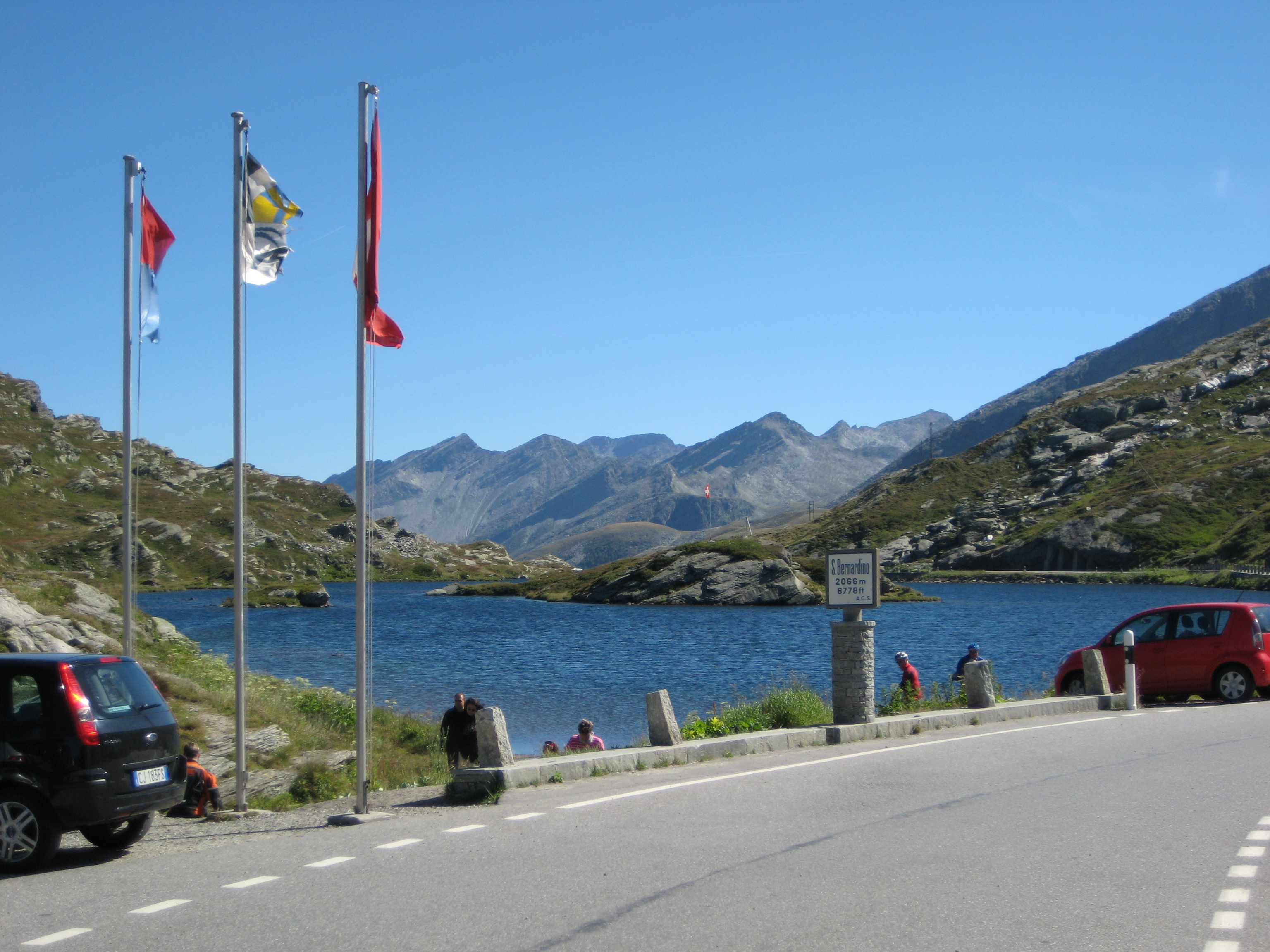
San Bernardinopas

Vanuit Splügen gaat een brede weg westelijk richting San Bernardino. Net voorbij Hinterrhein kan men kiezen tussen de tunnel en de bergpas. De weg versmalt en begint vrijwel meteen te stijgen met boven elkaar liggende bochten. Het uitzicht op het Hinterrheintal en de bergen van het Adulamassief is vanaf deze zijde erg goed. Vanuit Hinterrhein wordt na 9 kilometer de kale pashoogte van San Bernardino bereikt. Het Hospiz staat tegenover het Lago Moesola, een meer dat in mei vaak nog deels bevroren is. In de omgeving liggen meerdere andere kleine bergmeren. De San Bernardinopas is het beginpunt van vele bergwandelingen, op de pashoogte staan deze duidelijk aangegeven.
De afdaling richting San Bernardino heeft minder bochten dan de weg vanuit Hinterrhein. Het landschap is, op een enkele elektriciteitsmast na, ongeschonden. Het uitzicht richting het noorden wordt gedomineerd door de spitse Pizzo Uccello (2724 m).
Na acht kilometer wordt het Italiaanstalige dorp San Bernardino bereikt waar ook de tunnel uitkomt. Deze plaats ligt te midden van uitgestrekte sparrenbossen. Het hoogste deel van het Valle Mesolcina is rijk aan watervallen. Vanuit San Bernardino gaan twee wegen richting het zuiden: een brede, in de jaren zestig aangelegde rijweg en de eeuwenoude smalle weg vol bochten.

## Wielrennen
Tijdens de zesde etappe van de Ronde van Zwitserland 2017 werd de San Bernardino beklommen. Ook in 2025 was het daarin opgenomen. 

## Afbeeldingen

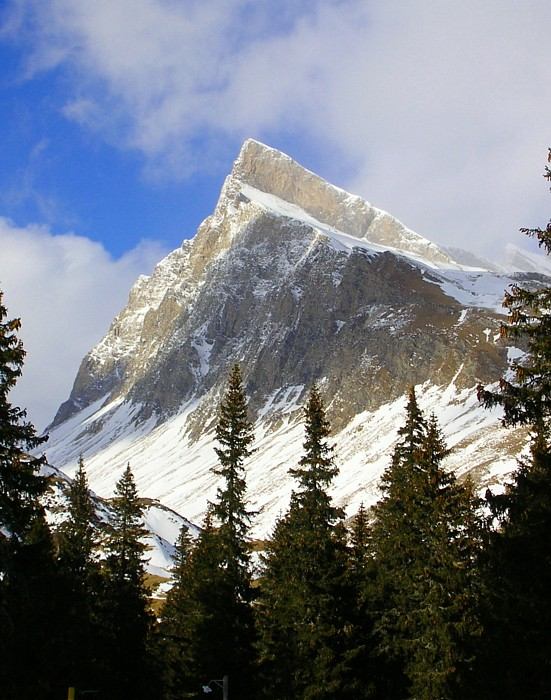
Piz Uccello.

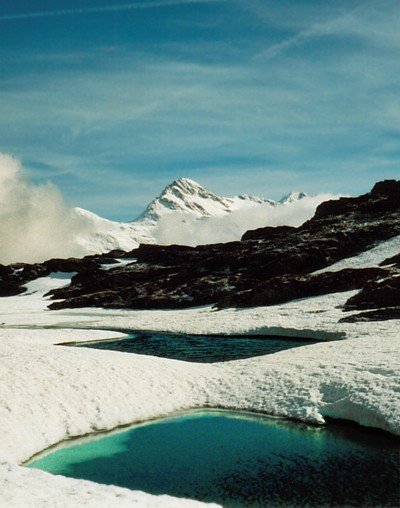
Vroege lente